# Klubi Sportiv Besa Kavajë
El Klubi Sportiv Besa Kavajë és un club de futbol albanès de la ciutat de Kavajë.

## Història
Klubi Sportiv Besa es va fundar el 25 d'octubre de 1925 com "Shoqata Kulturore Sportive Adriatiku", que era un club esportiu multidisciplinari amb seu a Kavajë, Albània. El 1930, el club va canviar el seu nom a "Sport Klub Kavajë". Aquest mateix any l'equip de futbol va jugar el seu primer amistós a Mali i Robit, Golem, contra un equip amateur format per estudiants de l'Institut d'Agricultura Albano-Americà. Poc temps després, l'SK Kavajë es va unir a la recentment creada Federació Albanesa de Futbol i va participar en el campionat de segon nivell de 1930, on repetirien la seva participació durant les dues temporades següents, abans d'incorporar-se a la categoria superior Kategoria e Parë el 1933. En el seu primer campionat de màxima categoria, l'SK Kavajë va acabar últim a la lliga de 5 equips, perdent 7 partits i guanyant només un, una victòria per 2-1 sobre els rivals locals Teuta Durrës.
Evolució del nom:
- 1925: SK Adriatiku Kavajë
- 1930: SK Kavajë
- 1935: KS Besa Kavajë
- 1950: SK Kavajë
- 1951: Puna Kavajë
- 1958: KS Besa Kavajë

## Palmarès
- Segona divisió de la lliga albanesa: 3
  - 1932, 1978, 1986

- Copa albanesa de futbol: 1 
  - 2007

Fonts:

## Futbolistes destacats
- Renato Arapi
- Edmond Kapllani
- Andi Lila
- Bledar Mancaku
- Altin Rraklli
- Renato Coelho
- Patrice Abanda
- Emanuel Bikoula
- Francois Elokan
- Herby Fortunat
- Fitim Haliti
- Driton Krasniqi
- Liridon Leci
- Alban Dragusha
- Ismet Munishi
- Zekirija Ramadani
- Artim Šakiri
- Astrogildo Siqueira
- Suat Zendeli
- Abdullah Salihu Ishaka
- Sergei Romanishin

Fonts: